# Zafaraniyeh
Zafaraniyeh é um bairro da cidade de Teerã/Teerão, com uma população de 250 000 habitantes. Fica localizada na zona norte da cidade.